# 天文現象

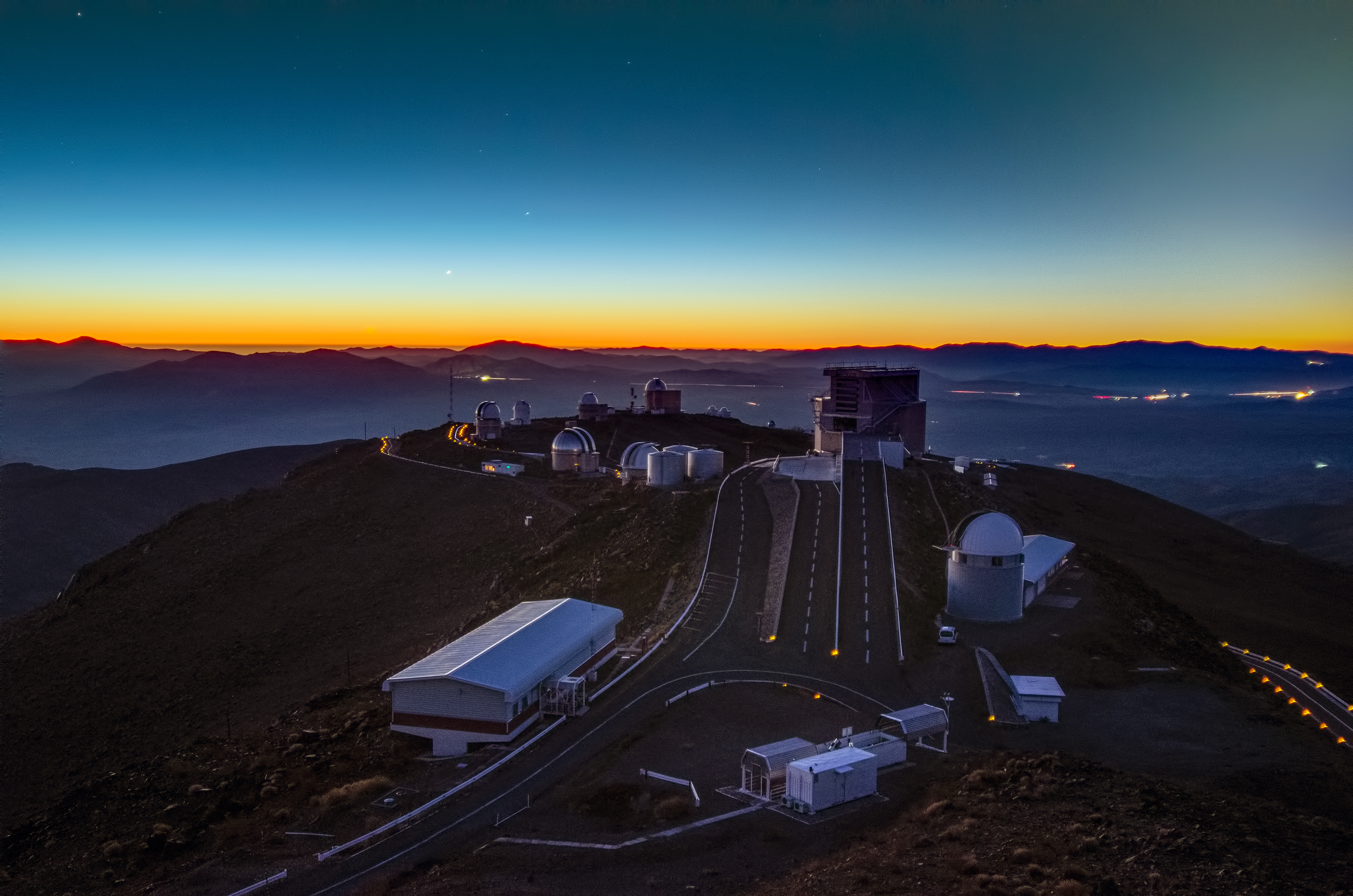
三顆行星同時排列在拉西拉天文台峰頂上的天空。

天文事件是涉及一個或多個天體的天文現象。天文事件的一些例子有：月球週期性的月相變化、日食和月食、凌日和掩星、行星的衝和合、流星雨、彗星的飛越、分點和至點等等。

## 可預測的天文事件
- 掩食現象：食、掩星、凌。
- 各類天體位置：如太陽、月球、行星、衛星、小行星等位置
- 天體與地球、太陽的相對位置的更替
  - 月球與地球相對位置：朔─上弦─望─下弦、月球過遠（近）地點
  - 內行星視運動：上合（外合）─東大距─留─內合（下合）─留─西大距─上合（外合）
  - 外行星（小行星）視運動：留─衝日─留─合日
- 天體與天體之間視位置接近，如行星合月、雙（三或更多）星伴月、土星合鬼星團、五星連珠等等。
- 彗星接近太陽、地球
- 流星雨
- 變星光度極小、極大

## 突發的天文事件
突發而不能預期的天象：
- 行星表面的現象：火星的沙塵暴、木星的雲帶變化、土星的白斑
- 火流星、流星撞擊月面
- 新星、超新星、甚至彗星撞木星

## 其它
嚴格來說，太空站凌日或凌月，銥閃光等人造衛星的現象等，雖然不是天文現象，但由於可根據其軌道計算出可見地區和時刻，近年來也成為天文愛好者觀測的對象之一。
須要注意的是，暈、彩虹等這些由大氣或相關大氣衍生的現象，不算是天文現象；在1999年以來，每年皆有民眾甚至傳媒把黃昏（日落前後不久）在西方暮光中看到的明亮的飛機尾跡誤當作為異常明亮的彗星。